# Guerrobunus barralesi
El opilión Guerrobunus barralesi pertenece a la familia Phalangodidae del orden Opiliones. Esta especie fue descrita por Cruz-López & Ubick en 2015. El nombre específico barralesi es patronímico dedicado al colector de las series tipo Diego Barrales.

## Clasificación y descripción
Es un arácnido perteneciente a la familia Phalangodidae del orden Opiliones. Esta especie fue descrita por Cruz-López & Ubick en 2015. Esta especie epigea se diferencia de otras especies del género en tener bien desarrollados y pigmentados los ojos así como tener ojos proporcionalmente más grandes y límites más delineados entre todas las áreas del escudo. El macho mide en total 1,9 mm de largo, el scutum mide 1,3 mm de largo y 1,1 de ancho; dorso con escudo piriforme, margen posterior más ancho que el anterior, ornamentación dorsal areolada compuesta de numerosos tubérculos redondeados; oculario con tubérculos posteriores espiniformes, agrupados; margen anterolateral del prosoma con cuatro pares de dentículos sobre las muescas de los quelíceros; dorso con pocas setas dispersas, pequeñas, de tamaño similar a los tubérculos posteriores del opistosoma; vientre con ornamentación similar al dorso, con pocas setas; tubérculos de la coxa ligeramente más largos que los dorsales; placa genital ovoide, cubriendo la porción media de la cuarta coxa y la región estigmática, con el margen anterior derecho; placa anal ornamentada como el dorso; quelíceros pequeños; el dorso de los pedipalpos desde el fémur hasta la tibia densamente cubierto por pequeños tubérculos espiniformes y unas cuantas setas cortas, tubérculos más prominentes sobre el fémur, formando una fila; fémur con dos filas ventrales de tubérculos, fila mesa formada por ocho diminutos tubérculos, fila ectal formada por cuatro fuertes tubérculos setiferos; fémur con tubérculos setiferos mesodistales espiniformes; lado mesal del fémur con numerosas estrías. Tarsos cubiertos solo por una larga seta espiniforme, con tres tubérculos setiferos sobre ambos lado, la setas de estos tubérculos se originan en el medio de la base; patela y tibia similar en largo; uñas tarsales ligeramente curvas, ligeramente más cortas que el tarso. Hembra muy similar al macho diferenciándose únicamente en el tamaño de la placa genital; ovipositor con una superficie cubierta por diminutas y dispersas microespinas, más visibles en la parte basal y apical; con cuatro grupos apicales de cinco setas cada una, las setas de cada grupo con base contigua formando un pequeño lóbulo. Extremidad de la seta multifurcada, con cuatro a seis ápices puntiagudos.

## Distribución
Esta especie de opilión solo ha sido reportada para la localidad tipo en el estado de Hidalgo, México.

## Hábitat
A pesar de ser una especie epigea se le encuentra solo en la superficie bajo rocas.

## Estado de conservación
Esta especie de arácnido no se encuentra dentro de ninguna categoría de riesgo en las normas nacionales o internacionales.